# Franz Rieger (Schriftsteller)
Franz Josef Rieger (* 23. Jänner 1923 in Riedau; † 11. Juni 2005 in Oftering) war ein österreichischer Schriftsteller.

## Leben
Franz Rieger wurde am 23. Jänner 1923 als Sohn von Franz Rieger (* 12. Oktober 1884), Oberlehrer und Schulleiter in Riedau in Oberösterreich, und dessen Ehefrau Berta (geborene Novotny; * 20. August 1888) in Riedau geboren und am 3. Februar 1923 auf den Namen Franz Josef getauft. Seine Eltern hatten am 8. Februar 1902 in der Pfarrkirche Riedau geheiratet.
Er besuchte das Knabeninternat Petrinum in Linz. 1938, mit dem Anschluss Österreichs an das Deutsche Reich, kam er nach Passau in das humanistische Gymnasium und arbeitete später im Finanzdienst.
1941 wurde er zum Reichsarbeitsdienst und 1942 an die Front eingezogen. 1944 geriet er in amerikanische Kriegsgefangenschaft. Als er 1946 aus der Gefangenschaft entlassen wurde und nach Österreich zurückkam, arbeitete er wieder als Finanzbeamter.
1951 heiratete er und wurde Vater von zwei Söhnen. Er war von 1955 bis zu seiner Pension 1983 Bibliothekar in den Büchereien der Stadt Linz.
Rieger lebte zurückgezogen; darauf angesprochen, zitierte er Hermann Hesse:  „Seltsam im Nebel zu wandern, Leben ist Einsamkeit, keiner kennt den anderen, jeder ist allein …“
Franz Rieger starb nach langer Krankheit am 11. Juni 2005 in Oftering.

## Leistung
Überregionale Bekanntheit und Anerkennung erreichte er hauptsächlich mit dem Roman Schattenschweigen oder Hartheim, einer subtilen Auseinandersetzung mit der NS-Tötungsanstalt Hartheim bei Eferding.
Landschaftsbeschreibungen, das Fremde, der Krieg und seine Folgen sind immer wiederkehrende Elemente in seinen Romanen, Erzählungen, Hörspielen und in seiner Lyrik.

## Werke
- Ein Zweikampf. Kulturamt Linz. 1964
- Die Landauer. Europa Verlag 1973, ISBN 3-203-50499-5
- Feldwege. Europa Verlag 1976, ISBN 3-203-50587-8
- Zwischenzeit Karman. Benziger Verlag 1979, ISBN 3-545-36311-2
- Vierfrauenhaus. Benziger Verlag, 1981, ISBN 3-545-36337-6
- Schattenschweigen oder Hartheim. Roman, St.-Benno-Verlag 1985, ISBN 3-85252-496-2. Neuaufl. Weitra: Publication PN°1. Bibliothek der Provinz, 2002, ISBN 3-85252-496-2; 2. Aufl. 2015, ISBN 978-3-85252-496-2
- Internat in L. Styria 1986, ISBN 3-222-11697-0
- Unmögliche Annäherung. Styria 1990, ISBN 3-222-11979-1
- Querland: sieben Darlegungen eines Falles in Landschaft. Linz-Weitra [u. a.]: Verl. Publication PN°1. Bibliothek der Provinz, 1990, ISBN 3-900878-52-8
- Amerika-Tagebuch
- Der Orkan. Roman, Publication P No 1, Weitra 1993, ISBN 3-900878-00-5
- Am Tor meines Mundes. Gedichte; 1988, 1989, 1990, 1991, Bibliothek der Provinz, Weitra 1994, ISBN 3-85252-037-1
- Außer-Fern: zwischen den Jahren 1944 – 1947. Roman, Verl. Publication PN°1. Bibliothek der Provinz, Weitra 1995, ISBN 3-85252-057-6
- Um ihn herum . Erzählungen, Verl. Publication PN°1. Bibliothek d. Provinz, Weitra 1995, ISBN 3-85252-061-4
- Der Patriarch und ich. Styria, Graz/Wien [u. a.] 1995, ISBN 3-222-12340-3
- Fleisch wie Gras. Erzählung, Publication PN°1. Bibliothek d. Provinz, Wien/Linz/Weitra [u. a.] 1997, ISBN 3-85252-171-8
- Die unverzichtbare Ohnmacht. Roman, Publication PN°1. Bibliothek d. Provinz, Weitra 1999, ISBN 3-85252-302-8
- Verschwinden, im Dunkeln. Lesebuch 1963–2002; Prosa und Lyrik [hrsg. von Alfred Pittertschatscher], Verl. Publication PN°1. Bibliothek d. Provinz, Weitra 2002, ISBN 3-85252-497-0
- Strohpferde. Roman. Hrsg. von Richard Pils, Verl. Publication PN°1. Bibliothek der Provinz, Weitra 2003, ISBN 3-85252-259-5

## Hörspiele (Auswahl)
- 1966: Der Landmesser – Regie: Hans Krendlesberger (Hörspiel – ORF Oberösterreich)
- 1974: Beispiel einer Rebellion – Regie: Ferry Bauer (Original-Hörspiel – ORF Oberösterreich)
- 1981: Ich kann warten – Regie: Ferry Bauer (Originalhörspiel – ORF Oberösterreich)
- 1984: Bahnwärter Tutzinger – Regie: Ferry Bauer (Originalhörspiel – ORF Oberösterreich)
- 1986: Johann Kepler – Regie: Alfred Pittertschatscher (Originalhörspiel – ORF Oberösterreich)
- 1999: Tolstoj besucht Tschechov in der Klinik Ostroumov – Regie: Heide Stockinger, Alfred Pittertschatscher (Originalhörspiel – ORF Oberösterreich)

Quelle: Ö1-Hörspieldatenbank

## Auszeichnungen
- Kulturpreis des Landes Oberösterreich für Literatur (1975)
- Koref-Preis (1987)
- Heinrich-Gleißner-Preis (1993)
- Adalbert-Stifter-Preis (1999)
- Kulturmedaille des Landes Oberösterreich (2003)